# Verbo (lingua italiana)
Come in altre lingue, il verbo, in lingua italiana, è una parte del discorso che denota azione (portare, leggere), occorrenza (decomporsi, scintillarsi) o uno stato dell'essere (esistere, vivere, stare).
In italiano la flessione del verbo è complessa, così come in latino e nelle altre lingue romanze.

## I modi e i tempi
Le diverse modalità con le quali può avvenire un'azione vengono rese con i diversi modi verbali, mentre i tempi verbali ne esprimono la collocazione temporale.

### Tempi semplici e tempi composti
Per tempi composti si intendono le forme verbali composte da una forma coniugata di un verbo ausiliare e dal participio passato del verbo coniugato:
- io ho preso, tu eri andata, se noi fossimo rimasti, egli avrebbe detto.

Gli esempi riportati rappresentano rispettivamente il passato prossimo, il trapassato prossimo, il congiuntivo trapassato ed il condizionale passato, tutti tempi composti formati con essere oppure avere.
I tempi semplici sono invece quelli che coniugano direttamente il verbo senza uso di ausiliare:
- io prendo, tu andavi, se noi rimanessimo, egli direbbe.

Gli esempi indicano rispettivamente il presente, l'imperfetto, il congiuntivo imperfetto ed il condizionale presente.
Ad un tempo semplice corrisponde uno composto. Esempio: a Noi andremo, futuro semplice, corrisponde noi saremo andati, futuro anteriore, quindi un tempo composto.
I tempi semplici e composti sono raggruppati nei modi della lingua italiana, che sono sette.

### Modi finiti
I modi finiti si chiamano così perché le loro desinenze definiscono sempre una persona (prima, seconda o terza) e un numero (singolare o plurale).
IndicativoÈ il modo della realtà, della sicurezza, della certezza. Ha otto tempi:
Quattro semplici:
Chiamati così perché non hanno bisogno di un verbo ausiliare
- presente
- imperfetto
- passato remoto
- futuro semplice

Quattro composti:
Che invece necessitano di un ausiliare
- passato prossimo
- trapassato prossimo
- trapassato remoto
- futuro anteriore

CongiuntivoÈ il modo della possibilità, dei desideri, delle opinioni. Ha quattro tempi:
Due semplici:
- presente
- imperfetto

Due composti:
- passato
- trapassato

CondizionaleÈ il modo delle azioni che avvengono a una data condizione. Ha due tempi: il presente, (semplice) e il passato, (composto).
ImperativoÈ il modo delle richieste, degli ordini, degli inviti. Ha solo la seconda persona (tu e voi) e un solo tempo, il presente. Alcune grammatiche contemplano un imperativo futuro del tutto identico al futuro semplice dell'indicativo.

### Modi indefiniti
Questi modi non permettono di identificare la persona e il numero (fatta eccezione per il participio, in cui si può distinguere il singolare dal plurale). Sono detti anche "forme nominali del verbo", perché vengono spesso usati col valore di un nome o di un aggettivo.
InfinitoÈ la forma base del verbo. Si usa in dipendenza da un altro verbo (es.: "Sai guidare una motocicletta? "), ma si può usare anche come verbo principale per indicare ordini, desideri, eccetera (es.: "Uscire, uscire fuori, subito!"). Ne esistono il tempo presente ("riflettere") e passato ("aver riflettuto").
ParticipioÈ simile a un aggettivo e, per questo, può indicare il numero e talvolta anche il genere (p. es., il participio mangiata indica un femminile singolare). Si usa con i verbi ausiliari nella costruzione dei tempi composti. Ha due tempi, il presente ("riflettente") e il passato ("riflettuto").
GerundioSi usa nelle subordinate per esprimere un certo tipo di rapporto con la reggente. Ha due tempi: il presente ("riflettendo") e il passato ("avendo riflettuto").

## Coniugazione dei verbi
Ci sono tre modelli diversi per la flessione dei verbi: questi modelli, chiamati coniugazioni, si distinguono dalla vocale tematica (ovvero quella all'inizio della desinenza) dell'infinito presente. Le tre coniugazioni, in italiano, sono:
- la prima (-are);
- la seconda (-ere), composta per la maggior parte da irregolari;
- la terza (-ire);
- i verbi essere e avere hanno una coniugazione propria.

Ci sono poi verbi la cui classificazione è controversa, come dire e fare; questi appartengono, per l'infinito, rispettivamente alla terza e alla prima, ma la loro coniugazione segue principalmente la seconda.
Esistono tre modi di coniugare i verbi:
- per esprimere un'azione compiuta dal soggetto, si coniugano i verbi nella forma attiva;
- per esprimere un'azione subita dal soggetto, si usa la forma passiva, formata dal verbo essere (o, in certi casi, venire, andare, finire, restare) seguito dal participio passato del verbo;
- per esprimere un'azione che è compiuta dal soggetto e che termina sul soggetto stesso, si usa la forma riflessiva, in cui il verbo è preceduto da una delle particelle mi, ti, si, ci, vi. La forma riflessiva a sua volta può essere:
  - propria: soggetto e complemento oggetto coincidono ("Piero si veste").
  - apparente: le particelle mi, ti, si, ci, vi non svolgono la funzione di complemento oggetto, ma di complemento di termine ("Piero si asciuga i capelli" = "Piero asciuga i capelli a sé", dove "i capelli" è il complemento oggetto e "si" = "a sé" è il complemento di termine).
  - reciproca: l'azione è compiuta e subita scambievolmente da due soggetti ("Piero e Carlo si salutano" = "Piero saluta Carlo e Carlo saluta Piero").
  - Attenzione: alcuni verbi hanno una forma pronominale che è simile a quella riflessiva ma non c'entra affatto: le particelle mi, ti, si, ci, vi fanno parte del verbo stesso. Per esempio, "Piero si pente" non significa "Piero pente sé stesso": infatti "pentirsi" è un verbo che ha la forma pronominale.

### Verbi difettivi e verbi sovrabbondanti
I verbi difettivi in italiano sono verbi particolari che mancano di alcune forme. Di solito ciò accade perché alcune forme sono diventate poco pratiche da pronunciare o sono cadute in disuso nel tempo. Tuttavia, questi verbi sono ancora usati attivamente e danno un tocco di espressività alla lingua, aggiungendo sfumature uniche di significato. Per esempio:
- addirsi (si addice, si addiceva, ...) [3]
- fervere (ferve, fervono, ferveva, ...) [4]
- incombere (incombe, incombono, incombeva, ...) [5]
- solere (suole, sogliamo, solevo, è solito, ...) [6]
- urgere (urge, urgono, urgeva, urgeranno, ...) [7]
- vertere (verte, vertono, verteva, verterà, ...) [8]
- vigere (vige, vigeva, vigerà, vigente, ...) [9]
- competere (compete, competeva, competerà, competente, ...) [10]
- tangere (tange, tangeva, tangerà, tangente, ...) [11]
- soccombere (soccombe, soccombeva, soccomberà, soccombente, ...)
- dirimere (dirime, dirimeva, dirimerà, dirimente, ...) [12]
- prudere (prude, prudeva, pruderà, ...) [13]
- angere (ange, angere) [14].

I verbi sovrabbondanti sono quelli che, mantenendo lo stesso significato, hanno due desinenze diverse per l'infinito presente e quindi appartengono a due coniugazioni diverse. Gli esempi più frequenti sono quelli dei verbi starnutare/starnutire o dimagrare/dimagrire. Attenzione: alcuni verbi sono apparentemente sovrabbondanti, perché le due forme hanno significati diversi. Per esempio, arrossare vuol dire "rendere rosso", mentre arrossire significa "diventare rosso".

## La funzione del verbo

### Verbi predicativi e verbi copulativi
Sono predicativi i verbi che hanno un significato autonomo, formando quello che in sintassi viene definito predicato verbale. La maggioranza appartiene a questa categoria.
Sono copulativi quei verbi che non hanno un significato autonomo e che lo acquistano solo in presenza di un aggettivo o di un sostantivo. Il verbo copulativo per eccellenza è essere, che, quando viene unito al nome o all'aggettivo (parte nominale), viene definito copula.
"Cristoforo Colombo fu un navigatore". "Fu un navigatore" viene definito predicato nominale, "fu" è la copula e "un navigatore" è la parte nominale.
Anche altri verbi possono essere copulativi (sembrare, apparire, crescere, risultare, diventare, etc.) quando hanno bisogno di un nome o di un aggettivo per completare il loro significato.
"Pierino è diventato grande". Se dicessi "Pierino è diventato", ciò non avrebbe senso; la parola "grande" completa il significato, per cui si dice che essa è il complemento predicativo del soggetto.
È da notare che secondo alcuni grammatici solo essere è da considerarsi come un copulativo.
Sono verbi copulativi anche: "stare, sembrare, parere, diventare, divenire, nascere, vivere, morire, andare, ecc."
Possono inoltre reggere un complemento predicativo del soggetto, ma solo se coniugati nella forma passiva, i verbi:
- appellativi: "soprannominare, chiamare, dire, ecc." (es.: "la città di New York è soprannominata la "Grande Mela" ")
- elettivi: "eleggere, creare, nominare, ecc." (es.: "Mio zio è stato eletto sindaco")
- estimativi: "giudicare, credere, nominare, ecc." (es.: "L'imputato fu giudicato innocente")
- effettivi: "fare, rendere, ecc." (es.: "Quell'autore è stato reso celebre dal suo primo romanzo")

C'è un caso particolare, nel quale il verbo essere prende il significato di esistere. Per esempio, nella frase:
"Alberto è"
Il verbo essere indica che il soggetto (Alberto) esiste in quanto persona reale e non ha quindi bisogno di alcun aggettivo o sostantivo.

### Verbi ausiliari
I verbi essere e avere si usano nella formazione delle voci dei tempi composti di tutti gli altri verbi: in questi casi si dicono verbi ausiliari (perché sono d'ausilio per gli altri verbi).
Per i verbi transitivi, bisogna usare sempre l'ausiliare avere ("Io ho ascoltato la musica", "Piero ha letto il racconto"), mentre i verbi riflessivi e molti intransitivi (specialmente quelli che esprimono un movimento, uno stato in luogo o un cambiamento di stato) vogliono l'ausiliare essere ("Noi siamo andati a Reggio Calabria"). In caso di dubbi, è comunque meglio consultare il dizionario.
- i verbi servili

i verbi servili sono quei verbi che accompagnati ad un altro verbo all'infinito possono modificare il significato o completarlo.

### Verbi fraseologici
I verbi fraseologici sono quelli che, posti prima di un verbo all'infinito, ne precisano un aspetto temporale. Qualche esempio: cominciare a, stare per, iniziare a, mettersi a, persistere nel, continuare a, smettere di, finire di, eccetera. Un fraseologico particolare è quello formato dal verbo stare seguito dal gerundio. Essi uniti ad un altro verbo esprimono l'aspetto dell'azione. Si uniscono ad un infinito oppure ad un gerundio con cui formeranno un unico predicato verbale. Essi si dividono in 5 gruppi:
1) L'imminenza di un'azione: stare per, accingersi a, essere sul punto di, stare lì lì, ecc. + infinito
2) L'inizio di un'azione: cominciare a, mettersi a, prendere a, + infinito
3) Lo svolgimento di un'azione: stare, andare e venire + gerundio
4) La durata e la continuità di un'azione: continuare a, insistere a, ostinarsi a + infinito
5) La conclusione di un'azione: finire di, cessare di, smettere di + infinito

### Verbi causativi
I verbi causativi indicano che l'azione è causata dal soggetto, ma che non la compie lui direttamente. I due causativi della lingua italiana sono fare ("Ci hanno fatto aspettare per cinque ore" dove il soggetto è "loro", ma l'azione di aspettare è compiuta da "noi") e lasciare ("Carlo ha lasciato dormire in pace Piero" dove il soggetto è "Carlo", ma l'azione del dormire è compiuta da "Piero").

### Verbi performativi
I verbi performativi esistono solo alla prima persona singolare del presente indicativo e sono così definiti perché il pronunciarli equivale a compiere l'azione che essi descrivono, ovvero per compiere l'azione che essi descrivono bisogna pronunciarli. "Giuro di aver detto la verità", "Prometto di venire al più presto", "Nego ogni cosa" sono tutti esempi di funzione performativa del verbo. È sufficiente cambiare soggetto, "Roberto giura di aver detto la verità", "Tu prometti, ma non mantieni", "Voi negate l'evidenza", o tempo verbale, "Giuravo di aver detto la verità", per verificare come i verbi giurare, promettere e negare perdano la loro funzione performativa e assumano quella costativa o descrittiva, in quanto dire giura, prometti, negate e giuravo, non serve per compiere l'azione, ma per descriverla (notare che dire "io corro" anche nell'atto del correre mi serve per descrivere l'azione, ma non per compierla). Altri verbi che alla prima persona del presente indicativo assumono funzione performativa sono per esempio: dire, ammettere, affermare, ecc.

## Verbi transitivi e verbi intransitivi
Un verbo è transitivo quando l'azione "transita" direttamente su qualcosa o qualcuno; in altre parole, quando il verbo può reggere un complemento oggetto.
Il verbo "dirigere", per esempio, è transitivo perché regge un complemento oggetto come "un'azienda", "un'orchestra", "il traffico", eccetera.
Il verbo "nuotare", invece, è intransitivo perché non può reggere in alcun modo un complemento oggetto.
Alcuni verbi transitivi, in certi casi, possono avere un significato intransitivo.
Possiamo dire: "Piero legge il quotidiano", ma possiamo dire soltanto: "Piero legge", per dire che è impegnato nell'attività della lettura.
Analogamente si può dire: "Baglioni canta Questo piccolo grande amore", ma se togliamo il complemento oggetto, resta "Baglioni canta", il che significa che l'attività di Baglioni è cantare.
Viceversa, alcuni verbi intransitivi possono avere un complemento oggetto (detto complemento oggetto interno) che ha la stessa radice del verbo o che comunque ha una correlazione con esso.
"Ha vissuto una vita intensa." ("Vivere" e "vita" hanno la stessa radice.)
"Egli pianse lacrime amare." (Fra "piangere" e "lacrime" c'è un nesso di significato.)

## Verbi impersonali
I verbi impersonali sono i verbi che esprimono un'azione che non può essere attribuita a un soggetto preciso e che per questo si usano alla terza persona singolare.
Sono propriamente impersonali:
- i verbi che indicano condizioni atmosferiche o altri eventi naturali: piove, tuona, grandina, nevica, albeggia, fa caldo, eccetera;
- i verbi costruiti dalla particella si e dalla terza persona singolare del verbo in questione: "Si mangia bene da queste parti", "Solitamente non si studia volentieri".

Altri verbi sono impropriamente impersonali perché il loro soggetto  è un'intera proposizione subordinata (soggettiva). Essi sono:
- i verbi che indicano necessità, accadimento, apparenza: "Bisogna partire sùbito", "Accadde che franò la montagna", "Sembrava che tutto fosse perfetto".
- le locuzioni formate da essere, andare o stare, seguito da un aggettivo (è giusto, è necessario, è bello), da un sostantivo (è ora, è tempo) o da un avverbio (va bene, è male).
- i verbi come dire, pensare, suggerire, ritenere, vociferare, credere alla terza persona singolare preceduti dal si e seguiti da una subordinata soggettiva: "Si pensa che gli spinaci siano ricchi di ferro", "Si vociferava che i Rossi fossero in procinto di traslocare".